# Hospital de Viladecans
L'Hospital de Viladecans és el centre hospitalari de proximitat, arrelat al territori i de referència per als municipis de Castelldefels, Viladecans, Gavà, Begues i Sant Climent de Llobregat, amb una població de gairebé 200.000 persones. El projecte excel·leix en cirurgia major ambulatoria (CMA), preoperatori online, integració d'especialitats, fast-track quirúrgic, hospitalització a domicili i triatge d'urgències avançat, entre d'altres.
El juny de 2024 s'han posat en marxa les esperades noves instal·lacions de l’Hospital, que refermen un posicionament basat en l’experiència del pacient, el treball en xarxa, el desenvolupament professional, la transparència, la innovació i la investigació. Acreditat com a hospital general bàsic d'aguts, el centre té com a hospitals de referència per a adults l'Hospital Universitari de Bellvitge, per a pediatria l'Hospital Sant Joan de Déu (Esplugues de Llobregat) i per a obstetrícia de l'Hospital de Sant Boi de Llobregat.
L'Hospital de Viladecans pertany a la Gerència Territorial Metropolitana Sud de l'Institut Català de la Salut, juntament amb l'Hospital de Bellvitge i la Direcció d'Atenció Primària Costa de Ponent. Ha rebut el premi TOP 20 a la Gestió Hospitalària Global els anys 2015 i 2016 i 2018 per part de la consultora sanitària Iasist.

## Història
El centre es va inaugurar el 21 de juny de 1953, amb el nom d’Hospital de San Lorenzo de Viladecans. L'equipament estava gestionat per la Fundación Benéfico-Privada de San Lorenzo, fundada per l'empresa Roca Radiadores, amb seu a Gavà, per la qual cosa se li donà el nom de Sant Llorenç, patró dels fonedors. El propòsit inicial era oferir assistència sanitària als empleats de la fàbrica, però des del principi també va donar servei a la resta de població de Viladecans i Gavà.
El quadre facultatiu oferia servei de beneficència a la població i l’organització del centre anava a càrrec d’una comunitat de monges de l’orde de Germanes Carmelites de la Caritat.
El mes de juny de 1978, es va cedir la gestió del centre a l'Institut Nacional de Previsió (INP). Durant aquest any, es van organitzar diverses manifestacions perquè l’hospital assolís caràcter de comarcal i es pogués ampliar la seva capacitat assistencial. L’INP havia adquirit el compromís d’adquirir l’Hospital mitjançant una subhasta pública, però, quan es va celebrar aquesta subhasta, a final del 1979, l’INP no s'hi va presentar.
Després d’intenses negociacions i d’una forta pressió ciutadana, el 5 de març de 1980 l’hospital es va incorporar de manera definitiva a la xarxa de centres sanitaris de la Seguretat Social.
A final de 1981, quan ja s'havien traspassat les competències de sanitat a la Generalitat de Catalunya, es va presentar un projecte de renovació i ampliació. Les obres es van endarrerir molt i l'any 1984 es va convocar una manifestació, a la qual van assistir més de 4.000 persones, per reclamar la reobertura del centre.
Finalment, el mes de gener de 1987 es va obrir el nou Hospital de Viladecans gestionat per l'Institut Català de la Salut, per donar servei a les poblacions de Castelldefels, Viladecans, Gavà, Begues i Sant Climent de Llobregat, que llavors tenien una població total de 110.000 persones. Tot i així, el centre no va funcionar a ple rendiment fins que a final de 1988 es va obrir el servei d'urgències de 24 hores.

## Ampliacions i projecte de nou hospital
L’any 1994 es va construir un nou edifici per ampliar l'espai dedicat a consultes externes i a proves diagnòstiques.
El mes de novembre de 2008, es va presentar el projecte per a l’ampliació i renovació de l’Hospital de Viladecans, que passaria a tenir 258 llits, 12 sales d'operacions, 73 consultes de proves externes, un hospital de dia de 30 places, una unitat d’hemodiàlisi i noves sales per al servei de radiologia. Inicialment, les obres havien de començar l’any 2010 i finalitzar el 2014, però l’arribada de la crisi va aturar el projecte.
L’any 2010 es van inaugurar les sales d'operacions i la unitat d’hospitalització 5 al soterrani de l'edifici d’urgències. Aquest any es van començar les obres d’adequació de les sales d'operacions de la tercera planta.
L’any 2011 va néixer la Plataforma en Defensa de l’Hospital de Viladecans i de la Sanitat Pública, amb l’objectiu de reclamar l’ampliació del centre. Aquesta entitat està integrada per associacions veïnals, representants d'ajuntaments de l’àrea d’influència del centre, representants de treballadors de l’Hospital i per altres entitats ciutadanes.
L’any 2016 es va habilitar l'àrea de gabinets i de cirurgia menor a la tercera planta de l'hospital.
El juliol de 2018 van començar les obres del nou hospital, tot i que amb un altre projecte menys ambiciós que l'anterior, que permetran ampliar la superfície de l'hospital fins a 40.802 metres quadrats. Entre d'altres millores, es passarà dels 117 llits actuals a 154, de 5 sales d'operacions a 7 i de 57 a 68 sales d'exploració.
Un cop completades les obres corresponents, el juny de 2024 s'ha realitzat el trasllat dels serveis als nous edificis Mil·lenari i Tarradellas. Del projecte ha queda pendent una segona fase per a la reforma dels edificis existents, la urbanització de l'entorn i la construcció d'un aparcament soterrani.